# USS Bonhomme Richard (LHD-6)
USS Bonhomme Richard (LHD-6) byla vrtulníková výsadková loď Námořnictva Spojených států amerických. Jednalo se o šestou jednotku třídy Wasp. Do služby byla uvedena roku 1998. Roku 2020 loď utrpěla těžká poškození způsobená požárem, a proto byla roku 2021 vyřazena.

## Stavba
Stavba lodi Bonhomme Richard začala roku 1995 v americké loděnici Ingalls Shipbuilding. Dne 18. dubna 1995 byla loď spuštěna na vodu a 15. srpna 1998 byla uvedena do služby.

## Technické specifikace
Bonhomme Richard na délku měřila 257 m a na šířku 32 m. Ponor lodi byl hluboký 8,2 m a při plném výtlaku byla schopna vytlačit 41 006 t vody. Rychlost lodi činila 33 km/h.

## Výzbroj

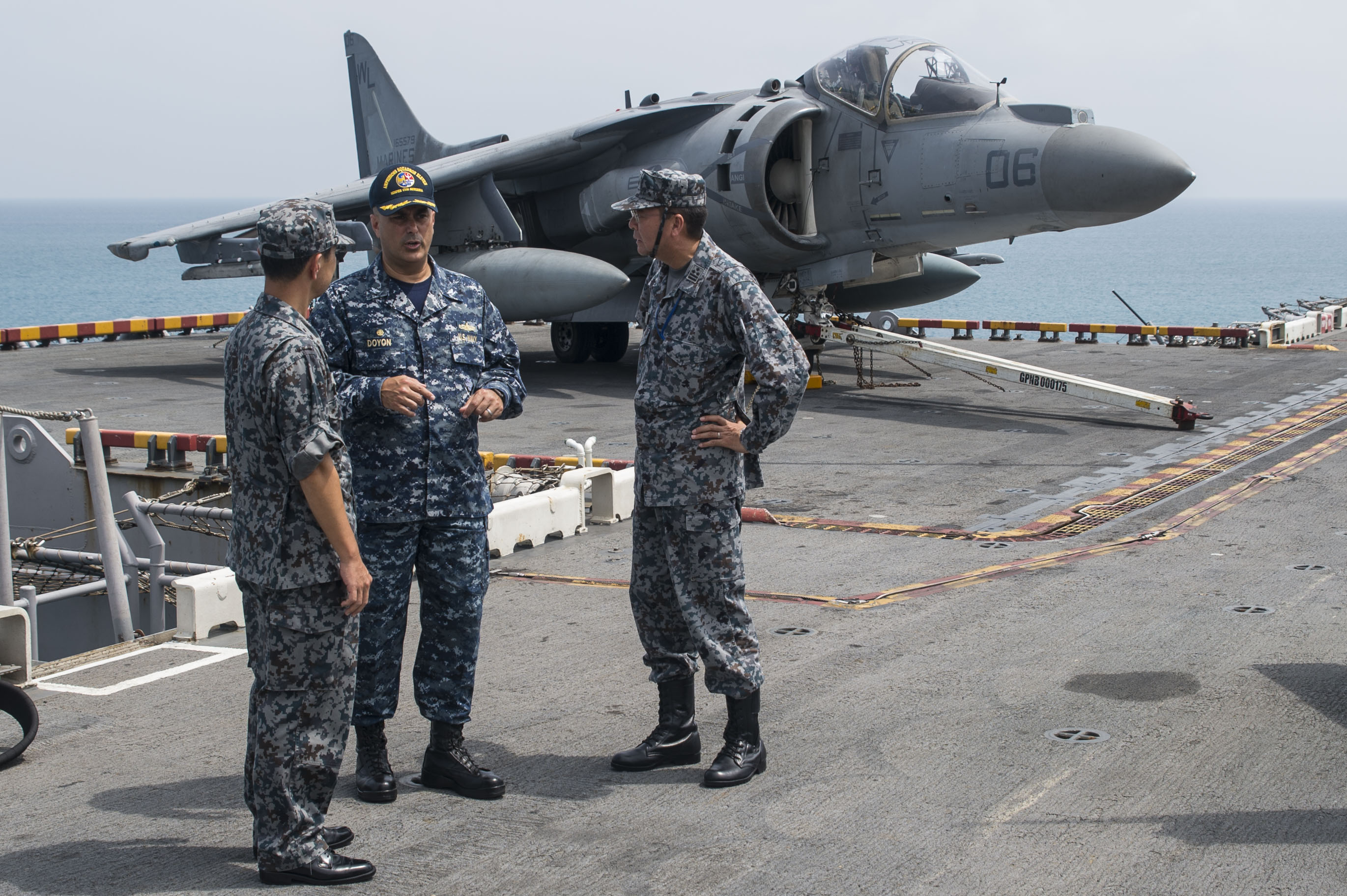
AV-8B Harrier II na letové palubě

Bonhomme Richard byla vybavena dvěma raketovými systémy blízké obrany RIM-116 Rolling Airframe Missile, dvěma raketomety Mk 29 pro protiletadlové řízené střely moře-vzduch RIM-7 Sea Sparrow, dvěma 20mm kanónovými systémy blízké obrany Phalanx, třemi 25mm automatickými kanóny Mk 38 Mod 0 a čtyřmi 12,7mm těžkými kulomety M2 Browning. Bonhomme Richard disponovala víceúčelovými bojovými letouny F-35 Lightning II, bitevníky AV-8B Harrier II, konvertoplány V-22 Osprey a vrtulníky UH-1Y Venom, AH-1Z Viper a CH-53E Super Stallion.

## Požár

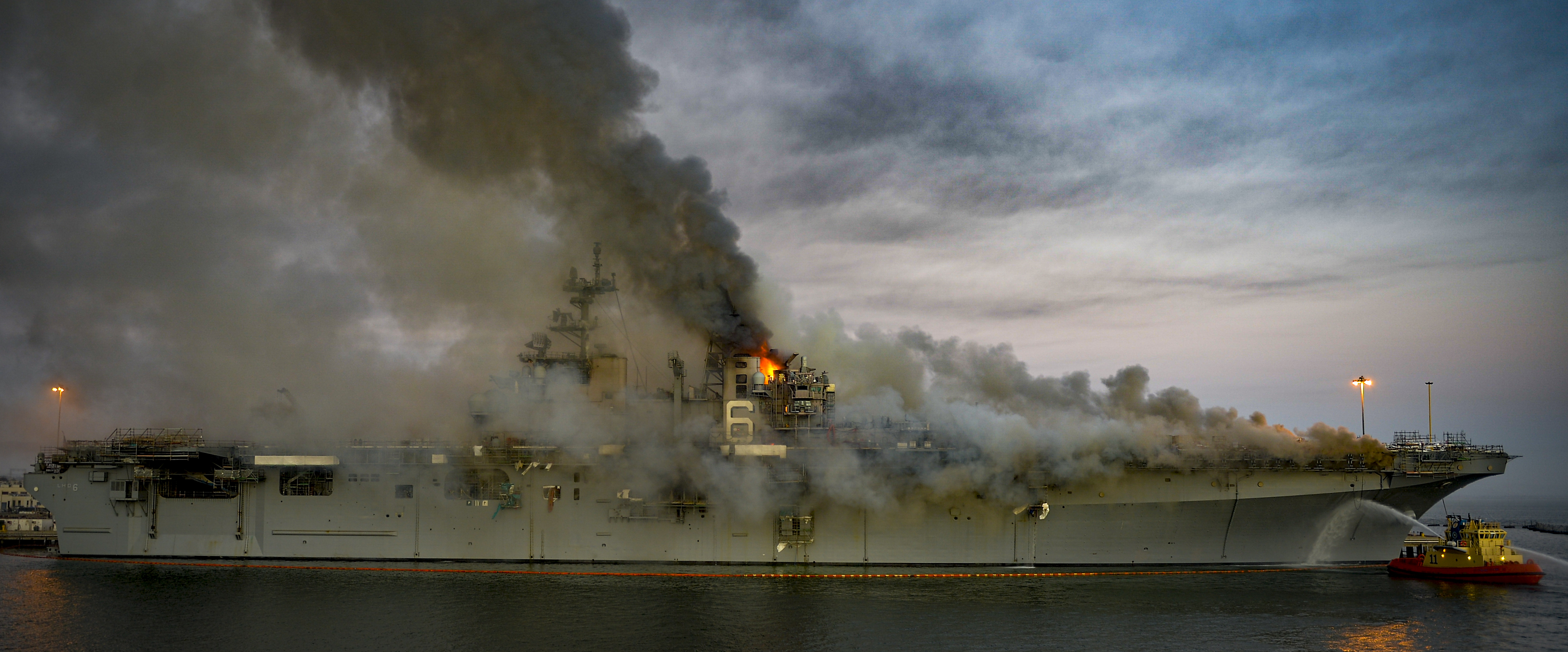
USS Bonhomme Richard v době, kdy na ní vypukl požár

V době, kdy loď procházela modernizací v přístavu v San Diegu, vypukl 13. července 2020 na lodi rozsáhlý požár. Zraněno bylo přes 60 osob. Z důvodu rozsáhlého poškození a nákladné opravy bylo v listopadu 2020 rozhodnuto o sešrotování lodi. Plavidlo bylo oficiálně vyřazeno 14. dubna 2021.